# Ecuación de estado (cosmología)
En cosmología, la ecuación de estado de un fluido perfecto se caracteriza por un número adimensional {\displaystyle w}, igual a la relación entre su presión {\displaystyle p} y su densidad de energía {\displaystyle \rho }:
{\displaystyle w\equiv {\frac {p}{\rho }}.}
Está estrechamente relacionada con la ecuación de estado termodinámica y la ley de los gases ideales.

## La ecuación
La ecuación de estado del gas perfecto se puede escribir como 
{\displaystyle p=\rho _{m}RT=\rho _{m}C^{2}}
donde {\displaystyle \rho _{m}} es la densidad de masa, {\displaystyle R} es la constante particular del gas, {\displaystyle T} es la temperatura y {\displaystyle C={\sqrt {RT}}} es una velocidad térmica característica de las moléculas. Por lo tanto
{\displaystyle w\equiv {\frac {p}{\rho }}={\frac {\rho _{m}C^{2}}{\rho _{m}c^{2}}}={\frac {C^{2}}{c^{2}}}\approx 0}
donde {\displaystyle c} es la velocidad de la luz, {\displaystyle \rho =\rho _{m}c^{2}} y {\displaystyle C\ll c} para un gas «frío».

### Ecuaciones FLRW y la ecuación de estado
La ecuación de estado puede utilizarse en las ecuaciones de Métrica de Friedmann-Lemaître-Robertson-Walker (FLRW) para describir la evolución de un universo isotrópico lleno de un fluido perfecto. Si {\displaystyle a} es el factor de escala, entonces 
{\displaystyle \rho \propto a^{-3(1+w)}.}
Si el fluido es la forma dominante de materia en un universo plano, entonces
{\displaystyle a\propto t^{\frac {2}{3(1+w)}},}
donde {\displaystyle t} es el tiempo propio.
En general, la ecuación de aceleración de Friedmann es
{\displaystyle 3{\frac {\ddot {a}}{a}}=\Lambda -4\pi G(\rho +3p)}
donde {\displaystyle \Lambda } es la constante cosmológica y {\displaystyle G} es la constante de Newton, y {\displaystyle {\ddot {a}}} es la segunda derivada tiempo propio del factor de escala.
Si definimos la densidad de energía y la presión (lo que podríamos llamar «efectivas») como
{\displaystyle \rho '\equiv \rho +{\frac {\Lambda }{8\pi G}}}
{\displaystyle p'\equiv p-{\frac {\Lambda }{8\pi G}}}
y {\displaystyle p'=w'\rho '}
la ecuación de aceleración se puede escribir como
{\displaystyle {\frac {\ddot {a}}{a}}=-{\frac {4}{3}}\pi G\left(\rho '+3p'\right)=-{\frac {4}{3}}\pi G(1+3w')\rho '}

### Partículas no relativistas
La ecuación de estado para la «materia» ordinaria no relativista (por ejemplo, el polvo frío) es {\displaystyle w=0}, lo que significa que su densidad de energía disminuye como {\displaystyle \rho \propto a^{-3}=V^{-1}}, donde {\displaystyle V} es un volumen. En un universo en expansión, la energía total de la materia no relativista permanece constante, y su densidad disminuye a medida que aumenta el volumen.

### Partículas ultrarelativistas
La ecuación de estado de la «radiación» ultrarelativista (incluidos los neutrinos y, en el universo primitivo, otras partículas que más tarde se convirtieron en no relativistas) es {\displaystyle w=1/3}, lo que significa que su densidad de energía disminuye como {\displaystyle \rho \propto a^{-4}}. En un universo en expansión, la densidad de energía de la radiación disminuye más rápidamente que la expansión del volumen, debido a que su longitud de onda se produce un corrimiento al rojo.

### Aceleración de la inflación cósmica
La inflación cósmica y la expansión acelerada del universo pueden caracterizarse mediante la ecuación de estado de la energía oscura. En el caso más simple, la ecuación de estado de la constante cosmológica es {\displaystyle w=-1}. En este caso, la expresión anterior para el factor de escala no es válida y {\displaystyle a\propto e^{Ht}}, donde la constante H es el parámetro de Hubble. De manera más general, la expansión del universo se acelera para cualquier ecuación de estado {\displaystyle w<-1/3}. La expansión acelerada del universo se observó efectivamente. El valor observado de la ecuación de estado de la constante cosmológica es cercano a −1 según tres importantes estudios diferentes.
La hipotética energía oscura fantasma tendría una ecuación de estado {\displaystyle w<-1}, y provocaría un Big Rip. Utilizando los datos existentes, sigue siendo imposible distinguir entre fantasma {\displaystyle w<-1} y no fantasma {\displaystyle w\geq -1}.

### Fluidos
En un universo en expansión, los fluidos con ecuaciones de estado más grandes desaparecen más rápidamente que aquellos con ecuaciones de estado más pequeñas. Este es el origen de los problemas de planitud y monopolio del Big Bang: la curvatura tiene {\displaystyle w=-1/3} y los monopolos tienen {\displaystyle w=0}, por lo que si existieran en el momento del Big Bang, aún deberían ser visibles hoy en día. Estos problemas se resuelven con la inflación cósmica, que tiene {\displaystyle w\approx -1}. La medición de la ecuación de estado de la energía oscura es uno de los mayores esfuerzos de la cosmología observacional. Mediante la medición precisa de {\displaystyle w}, se espera poder distinguir la constante cosmológica de la quintaesencia, que tiene {\displaystyle w\neq -1}.

### Modelado escalar
Un campo escalar {\displaystyle \phi } puede considerarse como una especie de fluido perfecto con la ecuación de estado
{\displaystyle w={\frac {{\frac {1}{2}}{\dot {\phi }}^{2}-V(\phi )}{{\frac {1}{2}}{\dot {\phi }}^{2}+V(\phi )}},}
donde {\displaystyle {\dot {\phi }}} es la derivada temporal de {\displaystyle \phi } y {\displaystyle V(\phi )} es la energía potencial. Un campo escalar libre ({\displaystyle V=0}) tiene {\displaystyle w=1}, y uno con energía cinética nula es equivalente a una constante cosmológica: {\displaystyle w=-1}. Cualquier ecuación de estado entre ambos, pero sin cruzar la barrera {\displaystyle w=-1} conocida como la línea divisoria fantasma (PDL), es alcanzable, lo que hace que los campos escalares sean modelos útiles para muchos fenómenos en cosmología.

## Tabla
Los diferentes tipos de energía tienen diferentes propiedades de escala.
| Valor                  | Escalado de densidad energética     | Escalado temporal                         | Fenómenos descritos            | Ejemplos                                                                | Dimensiones de defectos topológicos | Defecto topológico descrito |
| ---------------------- | ----------------------------------- | ----------------------------------------- | ------------------------------ | ----------------------------------------------------------------------- | ----------------------------------- | --------------------------- |
| {\displaystyle w=1}    | {\displaystyle \rho \propto a^{-6}} | {\displaystyle a\propto t^{\frac {1}{3}}} | Campo escalar libre            | Campo de Higgs, dilatones[cita requerida]                               | -                                   | -                           |
| {\displaystyle w=1/3}  | {\displaystyle \rho \propto a^{-4}} | {\displaystyle a\propto t^{\frac {1}{2}}} | Partículas ultrarelativísticas | Fotones, neutrinos ultrarelativísticos, rayos cósmicos                  | -                                   | -                           |
| {\displaystyle w=0}    | {\displaystyle \rho \propto a^{-3}} | {\displaystyle a\propto t^{\frac {2}{3}}} | Partículas no relativísticas   | Materia bariónica fría, materia oscura fría, fondo cósmico de neutrinos | 0                                   | Monopolos magnéticos        |
| {\displaystyle w=-1/3} | {\displaystyle \rho \propto a^{-2}} | {\displaystyle a\propto t}                | Curvatura                      | Curvatura del espacio-tiempo                                            | 1                                   | Cuerdas cósmicas            |
| {\displaystyle w=-2/3} | {\displaystyle \rho \propto a^{-1}} | {\displaystyle a\propto t^{2}}            | -                              | -                                                                       | 2                                   | Paredes de dominio          |
| {\displaystyle w=-1}   | {\displaystyle \rho \propto a^{0}}  | {\displaystyle a\propto e^{Ht}}           | Constante cosmológica          | Energía oscura                                                          | -                                   | -                           |
| {\displaystyle w<-1}   | -                                   | -                                         | Energía oscura fantasma        | -                                                                       | -                                   | -                           |